# Firefly (serie televisiva)
Firefly è una serie televisiva western-fantascientifica, andata la prima volta in onda in USA e Canada nel 2002. La serie è stata chiusa dopo il quattordicesimo episodio.
Firefly ripropone il tema della migrazione dalla Terra per sovrappopolazione e la colonizzazione di lontani mondi. La migrazione è avvenuta su un doppio binario, con un netto divario sociale tra poveri e ricchi; questi ultimi abitano le tecnologiche megalopoli spesso immaginate in un futuro prossimo. I poveri invece sono relegati su brulle lune a malapena terraformate e, armati di poco e nulla, hanno ricostruito una società in tutto e per tutto simile al vecchio West. In entrambe le realtà sociali inoltre, esiste una profonda influenza culturale orientale: i personaggi, infatti, parlano in inglese, ma leggono e scrivono con gli ideogrammi cinesi.
La serie è stata ideata da Joss Whedon, autore precedentemente conosciuto al grande pubblico per le serie Buffy l'ammazzavampiri e Angel. Whedon è inoltre produttore esecutivo insieme a Tim Minear.

## Trama

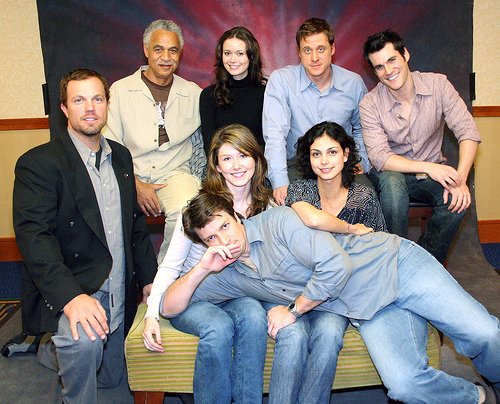
Gli interpreti della serie (da sinistra verso destra, dall'alto verso il basso): Adam Baldwin, Ron Glass, Summer Glau, Alan Tudyk, Sean Maher, Jewel Staite, Morena Baccarin e Nathan Fillion; non è presente Gina Torres.

Quando l'Alleanza vince la guerra civile per il controllo totale del sistema stellare in cui si svolge la storia, il sergente Malcom Raynolds (Nathan Fillion), che aveva combattuto contro l'unificazione dei pianeti, e la sua compagna d'armi Zoe Washburne (Gina Torres) iniziano una vita come commercianti/contrabbandieri con la nave da trasporto di classe Firefly battezzata Serenity (titolo dell'episodio pilota), con l'obiettivo di integrarsi il meno possibile nella società imposta dai nuovi governanti.
L'equipaggio della nave è formato da Malcolm Raynolds (capitano) e da Zoe Washburne (primo ufficiale), dal meccanico Kaylee Frye (Jewel Staite), una ragazza solare che tratta la nave come se fosse una persona, il pilota Hoban "Wash" Washburne (Alan Tudyk), marito di Zoe, il mercenario Jayne Cobb (Adam Baldwin), addetto in generale alla sicurezza, e Inara Serra (Morena Baccarin), un'accompagnatrice (prostituta d'alto bordo) che vive e lavora in affitto in uno degli shuttle d'appoggio della Serenity. Il lavoro di Inara, nella società rappresentata dal telefilm, è molto rispettato e richiama il ruolo delle prostitute sacre dell'antichità: esiste un albo professionale, a cui Inara è regolarmente registrata, ed è questo il motivo per cui il capitano Raynolds la tiene a bordo, sebbene lui a sua volta non sia altrettanto rispettoso di quel lavoro.
Per racimolare i soldi per i rifornimenti l'equipaggio della Serenity deve accettare per lo più lavori illegali, come furti e contrabbando, ma talvolta sono accolti a bordo dei passeggeri, ovviamente a pagamento. Atterrati sul pianeta Persephone, accettano a bordo il pastore Book (Ron Glass) e Simon Tam (Sean Maher), un giovane medico che trasporta un misterioso carico che si rivelerà essere un contenitore criogenico in cui è ibernata sua sorella River Tam (Summer Glau). La ragazza possiede una mente superiore e per questo motivo un dipartimento segreto dell'Alleanza ha eseguito orribili esperimenti sul suo cervello. Simon Tam è riuscito a salvarla, ma ora è ricercato e deve scoprire di preciso cosa le è stato fatto per poter avere speranze di guarirla. I due giovani fuggiaschi sono dunque accolti nell'equipaggio della Serenity, a condizione che Simon faccia da medico di bordo. Da qui iniziano le avventure di Firefly, tra furti, contrabbandi, fughe dagli incrociatori dell'Alleanza e dai terribili Reavers, esseri umani impazziti per cause sconosciute, che commettono atroci atti di pirateria e di cannibalismo.

## Personaggi
- Malcolm Reynolds, capitano
- Zoe Washburne, primo ufficiale
- Hoban Washburne, pilota
- Inara Serra, interpretata da Morena Baccarin: Nata sul finire del XXV secolo sul pianeta Sihnon, è una Accompagnatrice (solo nel primo episodio verrà chiamata "ambasciatrice") d'alta classe, munita di regolare licenza fornita dall'Unione dei Pianeti Alleati (l'Alleanza). Nella società avveniristica creata da Joss Whedon le Accompagnatrici fanno parte dell'élite della società, spesso sono ricche e potenti. I loro servizi vengono considerati rituali o cerimonie quasi sacre, che estendono il piacere sessuale a quello psicologico e al benessere dell'uomo (o delle donne, ogni accompagnatrice accetta entrambi i sessi). Con la fine della stagione di Firefly ciò che sappiamo sull'Alleanza è per lo più derivato dai suoi discorsi. Inara era un membro di alto livello della compagnia della Casa di Madrassa, ma la abbandona perché, a detta di lei, voleva vedere l'universo. Per questo motivo affitta lo shuttle della nave da trasporto Serenity, Classe Firefly, e per tutto il periodo in cui viaggia sulla nave, lo shuttle è la sua casa ed interdetto a ogni membro dell'equipaggio, salvo suo esplicito invito. Anche se non esplicitamente, tra Inara e il capitano Mal si può comprendere che vi sia molto di più del solo rapporto d'affari.
- Jayne Cobb, mercenario combattente
- Kaylee Frye, tecnico dei motori
- Simon Tam, medico
- River Tam, sorella di Simon
- Shepherd Book, un prete

## Episodi
| Stagione       | Episodi | Prima TV originale | Prima TV Italia |
| -------------- | ------- | ------------------ | --------------- |
| Prima stagione | 15      | 2002-2003          | 2006            |

## Edizione italiana
In Italia è giunta solo dopo l'uscita del film Serenity, che ne costituisce la conclusione. La trasmissione degli episodi è cominciata il 17 febbraio 2006, sul canale satellitare a pagamento Jimmy. Nel doppiaggio italiano sono stati inoltre rimossi i neologismi introdotti come imprecazioni nella versione originale, e sono sparite anche le imprecazioni in cinese che talvolta facevano da intercalare nei dialoghi in inglese.

## Opere derivate
Dalla serie televisiva sono stati tratti un film intitolato Serenity (2005) e un gioco di ruolo, anch'esso chiamato Serenity. Il film ha ricevuto una buona accoglienza tanto che nel 2007 in Gran Bretagna un sondaggio tra il pubblico della rivista SFX lo ha eletto miglior film di fantascienza di sempre.
Sono stati inoltre sviluppati il videogioco Firefly Online, il gioco da tavolo Firefly: The Game (2013) e la sua edizione speciale per il 10º anniversario Firefly: The Game - 10th Anniversary Collector's Edition.